# بشرة (فلم 2018)
بشرة أو جلد (بالإنجليزية: Skin) هو فيلم دراما تم إنتاجه في الولايات المتحدة وصدر سنة 2018 بطولة جيمي بيل.

## القصة
استنادًا إلى قصة حقيقية، يروي الفيلم قصة بيرون ويدنر اليميني المتطرف الذي ترعرع على يد جماعات الـ(سكين هيدز) التي تُعرف بأفكارها العنصرية ضد كل من هو أبيض البشرة، لكنه ينقلب على كل الأفكار العنصرية التي تمزغ فيها بمساعدة ناشط أسود والفتاة التي يحبها.

## وصلات خارجية
مقالات تستعمل روابط فنية بلا صلة مع ويكي بيانات